# Mixcloud
A Mixcloud egy freemium zenemegosztó streamingszolgáltató weboldal, ami rádióműsorok, zenei mixek és podcastok megosztását teszi lehetővé. Az oldal crowdsourcing alapján működik, a regisztrált felhasználók által feltöltött munkák biztosítják a tartalmat. A felhasználók korlátlanul tölthetnek fel az oldalra, de a feltöltött munkákat letölteni nem lehet, csak streamelni. A Mixcloud alkalmazása megjelent Androidra és iOS-re.
2008-ban alapította startupvállalkozásként az oldalt Nikhil Shah és Nico Perez, mialatt a Cambridge-i Egyetemre jártak. Később csatlakozott hozzájuk két programozó, Mat Clayton és Sam Cooke. Az oldal zárt béta változat a 2009 márciusában indult el. A Mixcloudnak Londonban van a székháza, továbbá vannak irodái Cambridge-ben, New Yorkban és Berlinben.
2016 augusztusára az oldalra 1 millió felhasználó töltötte fel munkáját, és több mint 10 millió fájl volt elérhető az oldalon.
Mára olyan személyek és szervezetek használják a Mixcloudot, mint Barack Obama, a TED és a The Guardian.

## Történet
A 2000-es évek közepén az oldal alapítói, Mat Clayton, Nico Perez, Nikhil Shah és Sam Cooke egy egyetemi rádióműsort vezettek a Cambridge-i Egyetemen. Diplomázásuk után sokat foglalkoztak zenével, de egy olyan platformot kerestek, ahol a rádiós műsorvezetők és a lemezlovasok megoszthatják tartalmukat.
2009. szeptember 20-án indították el az oldal nyílt változatát.
2011 novemberében eltörölték a 100 Mb-os adatkorlátot, így azóta korlátlan méretű fájlokat lehet feltölteni.
2014-ben megalapította az Online Radio Awards-ot, ami a független rádióállomásoknak és műsoroknak szervezett, évente megrendezett díjátadó.
2014 augusztusában az oldalon megjelent két előfizetési modell is, a Pro és a Premium csomag.
2017 október 8-án a Mixcloud licencmegállapodást kötött a Warner Music Grouppal.
2017 decemberében megállapodást kötött a Gracenote-tal, hogy a cég MusicID szolgáltatását használják a jogvédett zeneszámok felismeréséhez.
2018. december 4-én a Mixcloud elindította Mixcloud Select nevű előfizetési szolgáltatását, aminek segítségével a hallgató 2,99 angol font, amerikai dollár vagy euró minimális díj ellenében támogathatja külön a kedvenc művészét, illetve letöltheti a mixeit, és a lejátszást megelőzően láthatja a mixben hallható összes számot. A szolgáltatás díja közvetlenül a művészhez folyik be és az általa felhasznált zenék szerzőit is támogatja.

## Szolgáltatás
Az oldal támogatja az MP3, AAC, M4A, MP4 (csak audio) és Ogg fájlformátumokat. Külön zeneszámokat vagy albumokat nem lehet feltölteni, és limitálva van az egy mixbe feltölthető számok száma ugyanazon zenésztől vagy albumról.
Egy SoundCloud-fiókkal összekötve közvetlenül lehet mixeket importálni a Mixcloudra. A cég azután kezdte fejleszteni a funkciót, hogy a SoundCloudról szerzői jogi követelések miatt elkezdték eltávolítani a jogsértő zenei mixeket.
Mobilalkalmazásként is használható a Mixcloud, iOS és Android platformok elérhető a szoftver. A Sonos audiorendszerei alapértelmezetten támogatják a Mixcloudot. A deej, Serato, Mixvibes Cross DJ mixelő programok támogatják a mixek közvetlen feltöltését az oldalra.

## Előfizetés

### Basic csomag
A Basic csomag ingyenesen elérhető. Nincs feltöltési vagy hallgatási korlátozás, de reklámok jelennek meg a weboldalon.

### Premium és Pro csomag
A Premium csomagot a hallgatóknak, a Pro csomagot pedig a feltöltőknek ajánlják. Az előfizetők hamarabb hozzáférhetnek az oldal újításaihoz, mint a Basic csomaggal rendelkező felhasználók. A Pro csomag a felhasználónak részletes elemzést nyújt a közönség hallgatási szokásai alapján.

### Összehasonlítás
|                               | Basic    | Premium   | Pro     |
| ----------------------------- | -------- | --------- | ------- |
| Korlátlan hallgatás/feltöltés | Igen     | Igen      | Igen    |
| Reklámmentesség               | Nem      | Igen      | Nem     |
| Profil testreszabása          | Alap     | Haladó    | Haladó  |
| Statisztikai adatok           | Alap     | Alap      | Teljes  |
| Előfizetési díj (havi)        | ingyenes | 6,99 USD  | 15 USD  |
| Előfizetési díj (évi)         | ingyenes | 69,99 USD | 135 USD |

## Licenc
A Mixcloud megköveteli, hogy a feltöltött tartalmakat a felhasználók metaadatokkal lássák el, melyekben meg kell nevezni a felhasznált zenék címeit és előadóit, akiknek a Mixcloud a közös jogkezelő szervezeteken keresztül fizeti ki a szerzői jogdíjakat.